# Mausdicht
Mausdicht ist ein Ausdruck aus der Hochbaubranche.

## Definition
Wenngleich nicht durch bautechnische Normen geregelt, ist der Begriff dennoch im Sprachgebrauch ausreichend klar, um ihn in Ausschreibungen und Baubeschreibungen zu verwenden.
Ein mausdichtes Bauwerk (oder ein Teil davon, z. B. eine Dachgaube) muss:
- aus ausreichend resistentem Material (gegen Zernagen) ausgeführt sein: Beton, Stein, Metall oder entsprechend harte Hölzer.
- gegen das Eindringen von Mäusen in Innen- oder Zwischenräume (z. B. Isolierungen) dauerhaft abgesichert sein, indem:
- unvermeidliche Öffnungen (durch Toleranzen beim Bau oder notwendige Luftzirkulation) so klein gehalten werden, dass sie für Mäuse (als die kleinsten Gebäudeschädlinge) unpassierbar bleiben. Dabei ist gegebenenfalls die örtliche Fauna zu berücksichtigen: Während Feldmäuse üblicherweise Öffnungen ab 10 mm benötigen, genügen für junge Spitzmäuse oft bereits Spalten ab 5 mm.
- verbleibende Spalten mit nicht-zernagbarem Dichtungsmaterial ausgefüllt werden. Silikon oder Styropor ist hier nur eingeschränkt geeignet; Bauschaum muss mit entsprechenden Zusatzstoffen – die von Mäusen aufgrund des für sie unangenehmen Geschmacks nicht angenagt werden – versetzt sein.
- Größere Öffnungen werden typischerweise mit Metall- oder Kunststoffgittern verschlossen.

## Einfache Gebäude
In sehr einfach gebauten Gebäuden – z. B. den in den USA üblichen Holzhäusern – ist Schädlingsbefall ein permanentes Phänomen, da die Gebäude als solche nur selten als mausdicht gelten dürfen.

## Problematik bei neuen Baustoffen und Verfahren
Außendämmungen aus Styropor sind generell durch Mäuse gefährdet: Das Material lässt sich leicht zernagen und lädt so zum Bau von Höhlen ein, die obendrein durch die Gebäude beheizt werden. In Gebieten mit hoher Mauspopulation führen kleinere Schäden am Außenputz deshalb schnell zu Mausbefall, sofern diese nicht schnell repariert oder durch Schutzmaßnahmen – wie bereits beim Bau eingeputzte Kunststoffnetze – verschlossen werden.